# Falange Norte-Americana (falanstério)

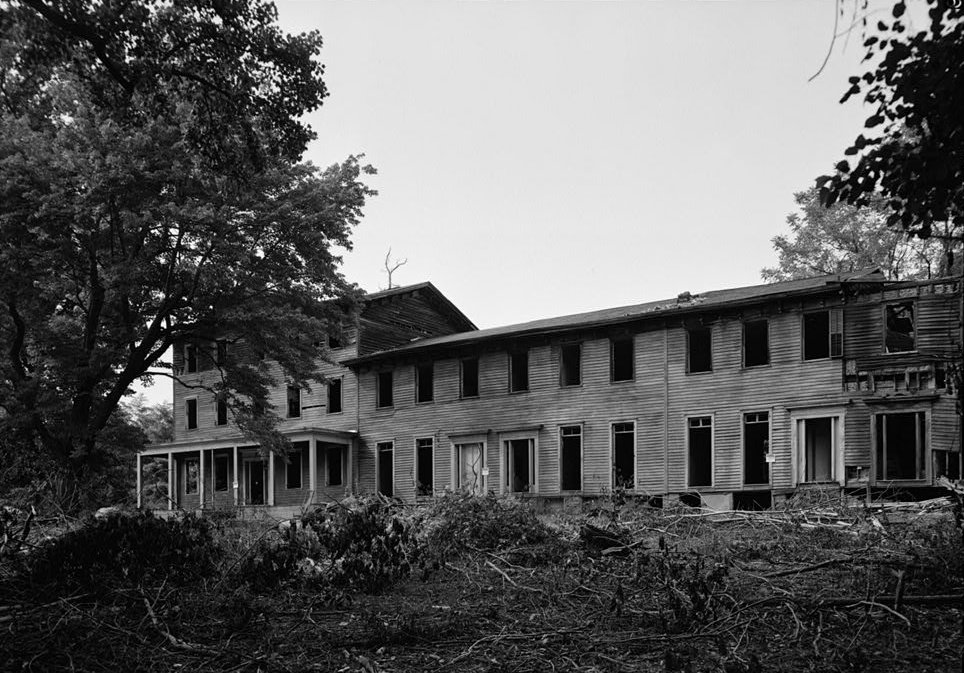
O edifício da Falange Norte-americana em agosto de 1972

Falange Norte-americana foi uma comunidade experimental (conhecida como falanstério na terminologia fourierista e como socialista utópica nos termos marxistas) formada em 1841 por seguidores estadunidenses de Charles Fourier incluindo seu entusiasta Albert Brisbane, nas proximidades de Red Bank, no Condado de Monmouth, Nova Jersey. Seguidores de Fourier estabeleceram ao todo 29 colônias similares em várias partes dos Estados Unidos durante o século XIX. A colónia próxima à atual Dallas foi incorporada a cidade emergente de Dallas em torno de 1860.

## Associados
Os membros da comunidade eram chamados colaboradores. A maior parte dos historiadores concorda que esta falange, que chegou a ter uma população de 120 a 150 pessoas, permitia a seus habitantes contar com padrões de vida melhores que a média dos Estados Unidos naquele mesmo período. Seus membros provinham em maioria da região nordeste dos Estados Unidos, sendo também em sua maioria provenientes das classes médias e baixas. Qualquer um que se apresentasse com a intenção de se tornar um membro, seria avaliado por sua conduta e habilidades, teria também que viver durante trinta dias na falange em caráter de experimentação até que lhe fosse oferecido um ano de associação provisória, após o qual a pessoa era integralmente reconhecida como parte da comunidade. Tanto o estatuto de membro provisório como de membro integral era obrigatoriamente dado em função da aprovação por todos os outros membros através de votações.